# Inés Johnson
Inés Johnson es una futbolista ecuatoriana que juega para el Deportivo Cuenca, fue una de las primeras campeonas del primer campeonato femenino de fútbol en Ecuador con el Rocafuerte Fútbol Club, con aquel equipo también clasificado a la Copa Libertadores Femenina.

## Trayectoria

### Rocafuerte FC
Se inició en el año 2013, jugando para el Club Rocafuerte, allí permaneció por 2 temporadas.

### Unión Española
En el 2015 se unió al Club Unión Española, con el cual fue tricampeona en los años 2015, 2016 y 2017-2018.

### Deportivo Cuenca
En el 2019 fichó por Deportivo Cuenca, en aquel año fue campeona de la naciente Superliga Femenina.

### Barcelona Sporting Club
Para el año 2022, fichó por el Barcelona Sporting Club.

## Selección nacional
Ha sido internacional con la Selección femenina de fútbol de Ecuador, en partidos correspondientes a Copa América Femenina y Juegos Panamericanos.

### Participaciones en Copa América
| Copa América               | Sede  | Resultado    | Partidos | Goles |
| -------------------------- | ----- | ------------ | -------- | ----- |
| Copa América Femenina 2018 | Chile | Primera Fase | 1        | 0     |

## Clubes
| Club             | País    | Año           | Part. | Goles |
| ---------------- | ------- | ------------- | ----- | ----- |
| Rocafuerte F.C   | Ecuador | 2013 - 2015   |       | 2     |
| Unión Española   | Ecuador | 2015 - 2018   | 62    | 10    |
| Deportivo Cuenca | Ecuador | 2019 - Actual | 52    | 16    |
| Total            | Total   | Total         | 114   | 28    |

Actualizado al 12 de septiembre del 2021.

## Palmarés

### Títulos nacionales
| Título                                            | Club                           | País    | Año        |
| ------------------------------------------------- | ------------------------------ | ------- | ---------- |
| Campeonato Ecuatoriano de Fútbol Femenino 2013    | Rocafuerte Fútbol Club         | Ecuador | 2013       |
| Campeonato Ecuatoriano de Fútbol Femenino 2014    | Rocafuerte Fútbol Club         | Ecuador | 2014       |
| Campeonato Ecuatoriano de Fútbol Femenino 2015    | Unión Española                 | Ecuador | 2015       |
| Campeonato Ecuatoriano de Fútbol Femenino 2016    | Unión Española                 | Ecuador | 2016       |
| Campeonato Ecuatoriano de Fútbol Femenino 2017-18 | Unión Española                 | Ecuador | 2017- 2018 |
| Súperliga Ecuatoriana de Fútbol Femenino 2019     | Club Deportivo Cuenca Femenino | Ecuador | 2019       |
| Súperliga Femenina de Ecuador 2021                | Club Deportivo Cuenca Femenino | Ecuador | 2021       |